# Helge Lund

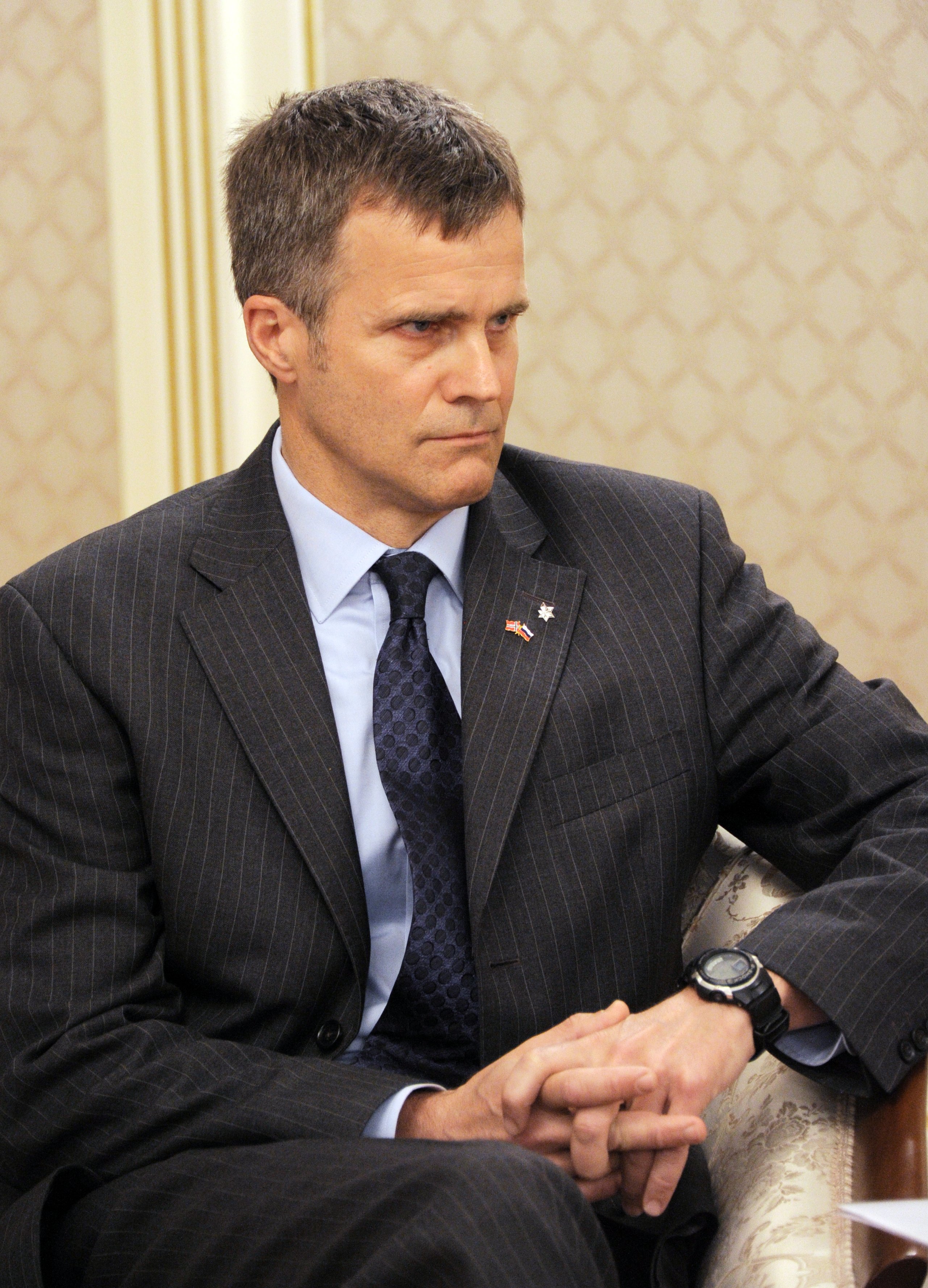
Helge Lund, 2012.

Helge Lund, född 16 oktober 1962 i Oslo, är en norsk företagsledare som är styrelseordförande för det brittiska petroleumbolaget BP plc sedan den 26 juli 2018 när han efterträdde svensken Carl-Henric Svanberg på positionen.
Lund har tidigare arbetat för McKinsey & Company, Nycomed Pharma, Aker RGI, Statoil och BG Group, de två sista som VD. Innan han började arbeta inom näringslivet, var han politisk rådgivare till Høyre i Stortinget.
Han avlade en kandidatexamen i företagsekonomi vid Norges handelshøyskole och en master of business administration vid Insead.